# Ірландське питання
Ірла́ндське пита́ння - це процес багатовікової дискримінації ірландців як у релігійній так і соціально-економічній площинах. Одним з каталізаторів послужила війна за незалежність, що спалахнула в Північній Америці, а також революція у Франції. На тлі цих подій, підкріплених власним бажанням звільнитися, і спалахнув в Ірландії національно-визвольний рух, що вилився у повстання 1798 року, яке було придушене з надзвичайною жорстокістю.
Під наполегливим тиском опозиції, англійський уряд був вимушений скасувати частину каральних законів. На короткий час була встановлена автономія ірландського парламенту. Але вже з 1 січня 1801 згідно з так званим «Актом про унію» була ліквідована парламентська автономія Ірландії: ірландський парламент скасований, а ірландські представники отримали деяке число місць в британському парламенті.
Попри 400-річну англійську колонізацію, ірландці не втратили своєї самобутності. Вони зберегли власну релігію, мову та культуру.
Наприкінці XIX ст. розгорнувся масовий рух ірландців за аграрну реформу і самоуправління (гомруль). Очолив рух Чарльз Парнелл, обраний до англійського парламенту в 1875 р. Він використовував усі можливі парламентські методи — обструкцію, позови, запити, аби тільки привернути увагу громадськості до проблем Ірландії.
У 1886 р. уряд Ґладстона вирішив внести на розгляд до парламенту закон про гомруль, але його було відхилено, що призвело до поразки лібералів на виборах. До влади майже на 20 років прийшли консерватори.
На початку XX ст. ситуація в Ірландії загострилася. Радикальна частина ірландського національно-визвольного руху створила партію, яку назвали «Шинн Фейн» («Ми самі»). Вона виступила за самостійну Ірландську державу під гаслом «Ірландія для ірландців». Щоб уникнути розширення конфлікту, 1912 р. до парламенту знову було внесено закон про гомруль. Прийнятий двічі палатою громад, він двічі відхилявся палатою лордів. У самій Ірландії розгорнулася боротьба між юніоністами (за союз з Англією) та прихильниками незалежності.
У 1914 р. палата громад утретє схвалила законопроєкт, і він став законом, але його дія не поширювалася на шість північних графств, населених переважно протестантами. Згодом це рішення спричинило проблему Ольстера. 